# 萨尔屈 (瓦兹省)
萨尔屈（法語：Sarcus）是法国瓦兹省的一个市镇，属于博韦区（Beauvais）格朗德维利耶尔县（Grandvilliers）。该市镇总面积13.04平方公里，2009年时的人口为275人。

## 人口
萨尔屈人口变化图示